# 點斑副緋鯉
點斑副緋鯉為輻鰭魚綱鱸形目鱸亞目鬚鯛科的其中一種，分布於西太平洋區，包括澳洲北部、巴布亞紐幾內亞及紐西蘭北部等海域，棲息深度12-15公尺，體長可達50公分，生活在沿岸珊瑚礁、河口區，屬肉食性。